# سمكة بيكاسو العربية
سمكة بيكاسو العربية (بالإنجليزية: Arabian picassofish)‏ واسمها العلمي «Rhinecanthus assasi»، هي نوعٌ من الأسماك تنتمي إلى فصيلة القادوحيَّة (أسماك الزناد).

## التسمية
حسب قاعدة الأسماك، فإنَّ الاسم العلمي «Rhinecanthus assasi» يتكون من كلمتين باللغة الإغريقيَّة، الأولى «Rhinecanthus» وتتكون بدورها من بادئة «Rhinec-» وتعني أنف، ولاحقة «-anthus» وتعني شَوْكة. أما كلمة «assasi» فيعتقد حسب فورسكول أنها جاءت من تسميَّةٍ عربيةٍ محليةٍ شائعةٍ وهي «عزازي» (Azzazi)، ليعرب اسمها العلمي إلى «شوكيَّة الأنف العزازيَّة». أما تسميتها «سمكة بيكاسو العربية» فيعود إلى أنماطها اللونيَّة الزاهيَّة، فنُسبت إلى الرسام والنحات الإسباني بابلو بيكاسو (1881 - 1973). تُسمى هذه السمكة أيضًا «Assasi triggerfish» وتعني «سمكة الزناد العزازيَّة».

## الوصف
يصل طول هذه السمكة إلى 30 سنتيمترًا. لونها بنيٌ فاتح من الأعلى وأبيض من الأسفل مع خطوطٍ زرقاء بين العينين وأسفلهما. تتغذى بشكلٍ رئيسي على اللافقاريات.

## الموطن والانتشار
تعيش هذه السمكة بشكلٍ رئيسي في الشعاب المرجانيَّة أو بالقرب منها. وتوجد في غرب المحيط الهندي، بما في ذلك البحر الأحمر والخليج العربي.